# 반고 (후한)

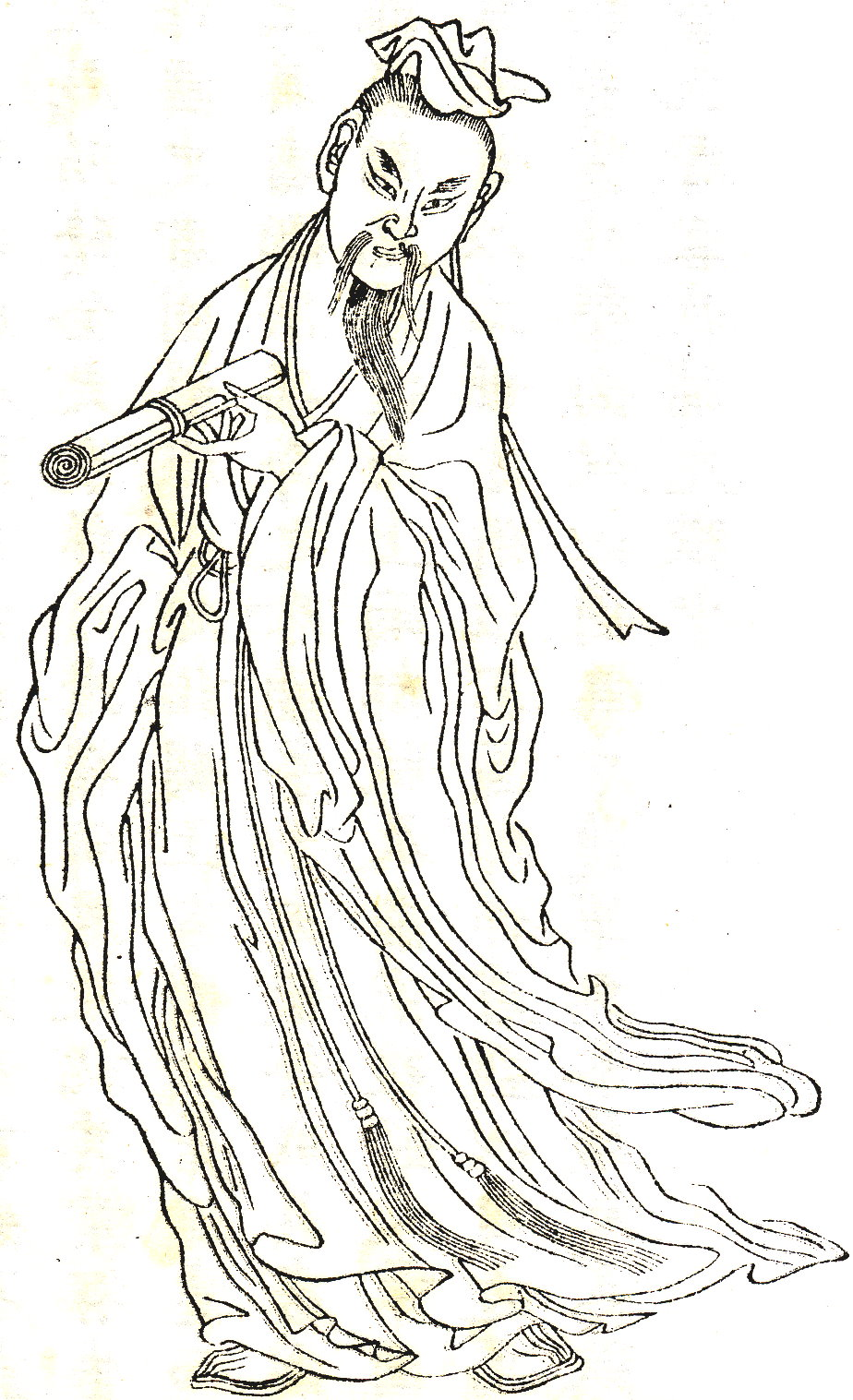
반고

반고(班固, 건무 8년(32년) ~ 영원 4년(92년))는 1세기경의 중국 후한의 역사가이다. 자는 맹견(孟堅)이다. 부풍(扶風) 안릉(安陵, 지금의 섬서 성 함양) 사람으로 한 무제 때의 월기교위(越骑校尉)를 지낸 반황(班况)의 증손자이다.

## 생애
학자 집안에서 태어났으며, 후한 이전 전한의 유사를 두루 채집하여 《후전(後傳)》 수십 편을 짓는 등 훌륭한 역사가로 이름 높던 아버지 반표(班彪)로부터 독서와 학문을 배웠다. 아홉 살에 문장에 능했고 16세의 나이로 수도 낙양의 태학(太學)에 들어 여러 서적을 두루 섭렵하였다고 한다.
건무 30년(54년)에 아버지가 사망하자 반고는 태학에서 돌아와 삼년상을 치렀다. 그는 아버지의 뒤를 이어 《한서》(漢書
) 1백 편의 저술을 계속했지만, 이 때문에 사사로이 나라의 역사를 짓는다(私修國史)는 고발을 당해 체포되어 구금당한다. 동생 반초(班超)가 나서서 황제에게 반고가 《한서》를 짓는 목적은 한 왕조의 공덕을 찬양하고 후세 사람들에게 역사를 이해할 수 있게 하여 교훈을 남기고자 함이지 조정을 비방하거나 할 뜻은 없음을 변론했다. 훗날 반고의 무고함이 밝혀지자 명제(明帝)는 반고의 집에 금과 전을 지급하고 역사책을 계속 저술하도록 허락했다. 어느 날 명제가 반고에게 "경(卿)의 동생은 편안한가?"라고 물었을 때 반고는 "관리가 되어 책을 베껴다 늙으신 어머니를 공양하고 있다."라고 대답했다고 한다.
명제는 반고의 재능을 높이 사서 그를 난대령사(蘭台令史)로 삼고, 조를 받들어 진종(陳宗), 윤민(尹敏), 맹이(孟異) 등과 함께 《세조본기》(世祖本纪) 및 여러 전기(傳記)를 짓게 했다. 반고는 후에 낭(郎)으로 옮겨지고, 전교비서(典校秘書)로서 다시 공신(功臣), 평림(平林), 신시(新市), 공손술(公孙述) 등의 열전을 짓게 되었다. 당시 반고와 같은 난대령사를 맡고 있던 부의(傅毅)도 반고와 함께 나란히 문장으로서 이름을 떨쳤는데, 반고는 반초에게 보낸 글에서 "무중(武仲)은 속문(屬文)에 능해서 난대령사가 되었는데 그 붓이 종이에 한 번 닿으면 쉬는 법이 없다"고 평한다. 반고 또한 조칙을 받들어 그 아버지가 해왔던 저술작업을 마무리 지었다.
장제(章帝)는 반고를 현무사마(玄武司馬)로 임명했다. 건초(建初) 4년(79년) 장제는 전한 선제(宣帝)의 석거각(石渠閣)의 고사를 본받아 여러 왕(王)과 조박(趙博), 이육(李育) 등의 유생들을 백호관(白虎觀)에 불러모아 오경(五經)의 다르고 같음을 강론하게 했는데, 이 대대적인 유학(儒學) 세미나의 토론 내용을 반고가 기록하여 지은 것이 바로 《백호통의》(白虎通義)였다. 건초 7년(82년)에 반고는 《한서》의 내용 대부분을 완성했다.
화제(和帝) 영원(永元) 원년(89년)에 어머니의 상을 당하여 반고는 관직을 사임하고 집에 있었는데, 마침 두헌(竇憲)이 병사를 거느리고 흉노를 치게 되자 반고도 두헌의 군에 종군하여 중호군(中護軍)으로서 중랑장(中郎將)의 임무를 수행했다. 흉노를 크게 쳐부순 뒤 늑석연연산(勒石燕然山)에 그 공적을 새기는 명문을 짓고 쓴 것이 바로 반고였다. 반고는 또한 《두장군북정송》(竇將軍北征頌)을 지어 두정이 북쪽으로 흉노를 정벌한 사실을 크게 찬양하였다.
그러나 예전에 반고의 집안 노비에게 술에 취해 모욕을 당한 일로 앙심을 품은 낙양령(洛陽令) 충경(种競)이, 영원 4년에 두헌이 실세하여 자살에 이른 뒤 두헌의 측근으로서 관직에서 면관되었던 반고를 잡아다 태형을 쳤고, 반고는 옥사했다. 나이 61세. 이때 《한서》의 표(表)8과 천문지(天文志)는 미처 완성하지 못한 채였다. 화제는 그 여동생 반소(班昭)에게 명하여 황실 도서관인 동관(東觀)의 장서각(藏書閣)에 소장되어 있던 자료를 갖고 반고가 하던 일을 마무리 지어 완수하도록 했지만, 반소 역시 일을 마치지 못한 채 사망한다. 황제는 반고와 같은 군에 살던 마속(馬續)이 그의 문하 사람이었고 고금의 일에 두루 밝다 하여 그에게 《한서》의 반고가 완성하지 못한 부분을 완성하도록 명했다고 한다.
결국 한서(漢書)는 반표로부터 아들 반고, 그리고 딸인 반소에 이르기까지 모든 가족이 참여하여 집필된 것이다. 유일하게 반초는 언급되지 않는데, 반초는 평생 서역을 지키며, 흉노족과 서역을 개척하는 데 일생을 바쳤기 때문이다. 본기(本紀) 12편에 표(表) 8편, 지(志) 10편, 열전(列傳) 70편으로 되어 있던 원래의 《한서》 체제는 훗날 다시 120권으로 나뉘어, 《사기》(史記)의 체제와는 달리 세가(世家)는 모두 빠지게 되었다.
또한 반고는 한의 주된 시문학 양식이자 산문시의 일종인 부(賦)를 지었는데 일부가 후세에 출판되었다.

## 같이 보기
- 사마천
- 한서
- 반소
- 반염
- 반초
- 반표